# Вил Мари (Монтреал)
Вил Мари (фр. Ville-Marie) је једна од 19 општина Монтреала. Општина је образована 1. јануара 2002.